# スイートネイティブ
スイートネイティブ（Sweet Native、1977年3月18日 - 1994年3月15日）は、日本の競走馬、繁殖牝馬。主な勝ち鞍は1982年の安田記念など。

## 経歴
父・パーソロンは日本でリーディングサイアーを2回獲得した大種牡馬。母・スイートフランスはイクスクルーシヴネイティヴ産駒の輸入繁殖牝馬で、スイートネイティブは母の2番仔に当たる。同牝系からはセイウンスカイやスイートミトゥーナなどが出ている。

### 戦績
1980年（4歳）2月に中山芝1600mの新馬戦でデビューし、郷原洋行騎乗で2着に2馬身差を付けて勝ち上がった。2戦目の山桜賞（400万下）は1番人気に推されたが、不良馬場で勝馬に積極策を取られて2着に敗れた。3戦目の4歳ステークスでは柴田政人が初めて騎乗して2勝目を挙げ、デビューから2ヶ月足らずでオークスの有力候補に名乗りを上げたが、脚部不安を発症して休養を余儀なくされる。10月の東京芝1800mのオープンで復帰を果たし、ホウヨウボーイ・メジロファントム・シービークロスら有力馬を抑えて勝利した。このレースぶりが評価され、初遠征となった11月のエリザベス女王杯では重賞未勝利ながら4番人気に推された。レースでは道中中団からやや伸びを欠いて6着に敗退し、大舞台で初めて掲示板を外してしまうが、最終戦のクリスマスS（1700万下）ではクビ差で勝って面目を保った。
1981年（5歳）は3月の中山記念から始動し、一流牡馬を相手に鋭い脚を使って4着に入った。続くアルゼンチン共和国杯では人気のサーペンプリンスと直線残り100mまでマッチレースを演じたが、ゴール前で急に失速してまた4着に敗れ、その後はマイル・中距離路線を一貫して使い続けることとなった。5月のニュージーランドTで敗れた後に再び脚部不安を発症し、　以後9ヶ月ほどを休養期間に見立てたため、シーズン3戦を未勝利で終えている。
1982年（6歳）は2月のアクアマリンS（1300万下）で2年ぶりの勝利を挙げたが、モンテプリンス・ブロケード・サンエイソロンら好メンバーが揃った中山記念ではエイティトウショウの6着に屈した。
その後は軽い脚部不安を発症して千葉県成田市のシンボリ牧場へ放牧に出され、復帰戦の安田記念では岡部幸雄が騎手に据えられた。牝馬ながらトップハンデの57kgを背負ったブロケードが人気を集め、スイートネイティブは重賞未勝利でハンデ54kgということもあり6番人気であった。レースではハナを奪った中野渡清一騎乗のシュンシゲをブロケードが追い掛けて淡々とした緩みのない流れとなり、中団から競馬を進めたスイートネイティブにとっては有利な展開となる。直線に向くとブロケードが力強く伸びてシュンシゲを交わすが、坂下から猛然とスイートネイティブが加速し、外からブロケードに並びかけて先頭に立ち、最後は1馬身差でゴールして重賞初勝利を飾った。
続く七夕賞ではハンデ56kgと一流馬並みの条件であったが、直線であっさりと抜け出し、追い込んできたサーペンプリンスを半馬身抑えて重賞2連勝。その後は休養に入り、秋の復帰戦となる牝馬東京タイムズ杯では重賞2連勝を含めて5連勝中のビクトリアクラウンと直接対決になったが、好位から競馬を進めたスイートネイティブが後方から追い込んだビクトリアクラウンを抑えて重賞3連勝を飾った。
陣営は次走に第2回ジャパンカップを選択し、牝馬ながら日本馬最上位の7番人気に推されたが、ハーフアイスト・オールアロングといった外国馬に為す術なく11着と大敗。しかし重賞3連勝などの活躍が評価され、その年の優駿賞最優秀5歳以上牝馬に選出されている。
1983年も現役続行するが、春に骨折して1戦も走れずに引退。

### 引退後
引退後は北海道沙流郡門別町のシンボリ牧場で繁殖牝馬となった。モガミとの初仔・ジュネーブシンボリが青葉賞でデビューして話題を集めたものの、他に目立った産駒は送り出せなかった。その後1994年3月15日に死亡。

## 競走成績
- 1980年（6戦4勝）
  - 1着 - 4歳ステークス、クリスマスステークス
  - 2着 - 山桜賞
- 1981年（3戦0勝）
  - 3着 - ニュージーランドトロフィー
- 1982年（6戦4勝）
  - 1着 - 安田記念、七夕賞、牝馬東京タイムズ杯、アクアマリンステークス